# Shorea sumatrana
Espèce
Classification phylogénétique
Statut de conservation UICN

 EN  : En danger
Shorea sumatrana est une espèce de plantes à fleurs de la famille des Dipterocarpaceae. C'est un arbre tropical originaire d'Asie.

## Synonymes
Son nom commun en Malaisie est Kayu Meranti. 

## Répartition
Originaire des forêts des vallées ou des collines de Thaïlande, Malaisie péninsulaire et Sumatra. Il a disparu de Thaïlande. 

## Utilisation
La résine de Shorea sumatrana , prélevée comme gomme damar ou gomme dammar, est utilisée pour la fabrication de stabilisants de peintures et de laques. 
Autrefois elle était utilisée pour la fabrication de torches.